# Per-Olof Strindberg
Per-Olof Johan Strindberg, född 30 april 1920 i Örnsköldsvik, död 19 maj 1995 i Berga församling i Linköping, var en svensk  politiker (moderat). Han var riksdagsman 1971–1988.
I riksdagen var Strindberg åren 1982–1988 ordförande i lagutskottet. Han var utöver uppdraget i riksdagen även ombudsman och nämndeman.
Efter Strindbergs död 1995 blev det allmänt känt att han under andra värlskriget var aktiv medlem i det nazistiska partiet Svensk socialistisk samling (SSS). 1943 var han dessutom länderman för dess ungdomsförbund, Nordisk ungdom, i Östergötland. Han var vidare medlem i kampavdelning "Hans Lindén" som uteslutande organiserade svenska nazisoldater. Både Strindberg och hans mor Adelaine övervakades i juni 1942 av Säkerhetspolisen.